# 二木靜美
二木靜美（日语：二木 静美，9月20日—），日本女性配音員。出身於長野縣。身高162cm。O型血。

## 人物簡介
青二Production所屬，青二塾東京校第16期畢業。興趣：連續劇、電影鑑賞。特長：插花。

## 演出作品

### 電視動畫
1996年
- 七龍珠GT

1998年
- 遊☆戯☆王（本田廣的母親）
- 羅德斯島戰記 -英雄騎士傳-

1999年
- ∀鋼彈（夫人A）

2003年
- 犬夜叉（夫人）
- TEXHNOLYZE（日语：TEXHNOLYZE）（鐮田江里子）

2004年
- 聖槍修女（莎黛拉·哈本海特的母親）

2006年
- 童話槍手小紅帽（桑度瑞拉的部下的魔女）

### 電影動畫
2001年
- ONE PIECE 發條島的冒險（Obaba服飾店）

### 遊戲
1998年
- 星之丘學園物語 學園祭（日语：星の丘学園物語 学園祭）（廣瀨美咲、山田美根子）
- （閂命、花菱麗）

1999年
- 奏（騷）樂都市大阪（日语：ソウ楽都市OSAKA）（富田林育華、莉茲·庫拉茲）
- Dancing Blade 任性桃天使！II
- 夢幻騎士（卡麥茵·佛斯麥爾）
- SIMPLE1500系列 Vol.36 THE 戀愛遊戲 ～夏色Celebration～（日语：夏色Celebration）（神崎千鶴）

### 特攝影集
2005年
- 魔法戰隊魔法連者（合體冥獸人喀邁拉的配音）

### 其它
- 資訊Presenter 獨家新聞！（旁白）
- （旁白）
- 火焰挑戰者SP（72小時絕食耐久賽的朗讀（露面演出））
- 青山二丁目劇場（日语：青山二丁目劇場）（老奶奶）
- Hi-Vision特集（日语：ハイビジョン特集）（旁白）

## 外部連結
- 青二Production公式官網的聲優簡介（页面存档备份，存于） （日語）